# Lailly
Lailly település Franciaországban, Yonne megyében. Lakosainak száma 202 fő (2022. január 1.). Lailly Saint-Maurice-aux-Riches-Hommes, Les Clérimois, Courgenay, Foissy-sur-Vanne, Molinons, La Postolle és Voisines községekkel határos.

## Népesség
A település népességének változása:
| Lakosok száma | 202  | 192  | 197  | 192  | 193  | 194  | 195  | 192  | 202  |
|               | 2013 | 2015 | 2016 | 2017 | 2018 | 2019 | 2020 | 2021 | 2022 |